# Gladiolus uysiae
Gladiolus uysiae là một loài thực vật có hoa trong họ Diên vĩ. Loài này được L.Bolus ex G.J.Lewis miêu tả khoa học đầu tiên năm 1972.